# 王牌部队
《王牌部隊》（前名：英雄歲月之王牌部隊），是一部2020年中國共產黨「建党百年献礼電視劇」，題材將「軍旅生活」和戀愛偶像劇主題結合。由黃景瑜、肖戰、鍾楚曦主演。2020年8月15日在遼寧省沈阳开机，拍摄历时122天，于2020年12月14日在福建省福州杀青。2021年12月26日在江苏卫视首播。
2023年4月29日起於港台電視31的《國劇周末影院》時段播放，也是《國劇周末影院》時段最後播放的電視劇。

## 播出時間
| 平台       | 所在地   | 日期           | 時間              | 備註             |
| 江苏卫视   | 中国大陆 | 2021年12月26日 |                   |                  |
| 港台電視31 | 香港     | 2023年4月29日  | 上午1100-下午1235 | 國劇周末影院時段 |

## 劇情介紹
剧集通过四十年的时代跨度，描述了一支中国人民解放军王牌部队的成长历程。
礦工子弟出身的新兵高梁與軍人世家出身的新兵顧一野，因大相徑庭的出身和極端好勝的性格而格格不入、火星四濺。入伍第一天，一次富有戲劇性的戰鬥拉練他們雙雙被扔進了全師最落後的團隊，開始他們的軍旅生涯。後經歷了對抗、較量、戰爭、患難與共的命運轉和後，他們既是對手，互為敵人，又是惺惺相惜、生死與共的戰友。他們經歷了戰爭、廣西排雷、進駐香港，九八抗洪等重大事件，也經歷了我軍從摩步化到機械化再到信息化發展演變過程中一系列新軍事變革的衝擊。與此同時，這對冤家的感情和家庭生活也充滿曲折和衝突，粗野的高梁與文藝青年江南征，貴族氣的顧一野與農村大妞阿秀，兩對夫妻性格和文化背景都差別懸殊，感情糾葛，複雜微妙，不斷製造着故事主線下的插曲。痛苦的磨合與燃燒的激情交織着，兩對軍人夫妻都最終收穫了真純至美的愛。

## 演员列表

### 主要演员
| 主要演員 | 角色   | 介紹                                             |
| 黃景瑜   | 高粱   | 草根後代，江南征的丈夫，顧一野的知己與對手。     |
| 肖戰     | 顧一野 | 軍幹子弟，從少懷著一顆將軍夢，高梁的知己與對手。 |
| 鍾楚曦   | 江南征 | 女兵，高粱的妻子。                               |

### 其他演员
| 主要演員 | 角色     | 介紹                               |
| 毛林林   | 阿秀     | 张飞的未婚妻、顧一野的妻子         |
| 傅程鹏   | 秦汉勇   | 顾一野、高粱的上司                 |
| 李幼斌   | 郑源     | 江南征的父親                       |
| 徐洪浩   | 宋建设   | 顾一野、高粱的上司                 |
| 张志坚   | 顾衡     | 顾一野的父亲                       |
| 侯梦莎   | 韩春雨   | 江南征的挚友                       |
| 刘晓洁   | 赵红樱   | 秦汉勇的妻子，江南征和韩春雨的上司 |
| 白鹿     | 胡杨     | 顧一野的青梅竹马                   |
| 秦沛     | 易老     |                                    |
| 甘薇     | 甘教導員 |                                    |

## 電視劇原聲帶
| 《王牌部隊》電視劇原聲帶 | 《王牌部隊》電視劇原聲帶       | 《王牌部隊》電視劇原聲帶 | 《王牌部隊》電視劇原聲帶 | 《王牌部隊》電視劇原聲帶 |
| 曲序                     | 曲目                           |                          | 作曲                     | 演唱                     |
| ------------------------ | ------------------------------ | ------------------------ | ------------------------ | ------------------------ |
| 1.                       | 從未分離過（片頭曲）           | 劉嚴                     | 何佳樂                   | 黃景瑜，鍾楚曦           |
| 2.                       | 我們曾經在一起（片尾曲）       | 劉嚴                     | 关峽                     | 肖戰，譚維維             |
| 3.                       | 兄弟號角（插曲(11，20集)）     | 郑亦鈞、段兴华           | 郑亦鈞、郑冰冰           | 汪蘇瀧                   |
| 4.                       | 渴望（插曲(10，16，19，40集)） | 田七                     | 何佳樂                   | 黃景瑜                   |
| 5.                       | 只道是尋常（插曲）             | 潘羣                     | 潘羣                     | 黃景瑜                   |
| 6.                       | 关於你（插曲）                 | 何佳樂                   | 何佳樂                   | 康子奇                   |
| 7.                       | 做你的後背（插曲）             | 何佳乐                   | 何佳乐                   | 陳泫孝                   |

## 爭議

### 外交争议
2021年10月7日，越南外交部发言人黎氏秋姮表示《王牌部队》歪曲历史。

### 评分争议
豆瓣網上雖然已經超過十萬次評分，但該網站並沒有公布分數。有评论认为该剧虽为军旅题材，但采用了都市偶像剧路线，主演的真粉和黑粉呈现两极分化的骂战，刷分使得评分已失真。

### 解放军形象争议
该剧被指丑化中国人民解放军的形象。如：偷盗家畜、私自修改提干名单（在现实里要上军事法庭）、打群架。